# Bathyconchoecia darcythompsoni
Bathyconchoecia darcythompsoni är en kräftdjursart som först beskrevs av Scott 1909.  Bathyconchoecia darcythompsoni ingår i släktet Bathyconchoecia och familjen Halocyprididae. Inga underarter finns listade.